# 八木国夫
八木 国夫 （やぎ くにお、1919年6月24日 - 2003年10月16日）は、日本の生化学者。医学博士（名古屋大学）。名古屋大学名誉教授。神奈川県出身。

## 経歴
- 1942年 名古屋大学医学部卒業
- 1954年 中日文化賞受賞（ビタミンB2の研究）[3]
- 1964年 世界で初めて、酵素の中間体の結晶化に成功。
- 1982年 日本学士院賞を受賞（フラビン酵素に関する研究）
- 1989年 勲二等瑞宝章を受章[4]
- 1994年-1997年 国際生化学・分子生物学連合の総裁を務める[5]
- 2003年 肺炎のため名古屋市内の病院にて死去[2]。

## 著書（共著含む）
- 1951年	フラビン その検出と定量 綜合医学新書 20
- 1954年	最新ビタミン定量法
- 1956年	薬剤のビタミン定量法
- 1957年	フラビンの生化学
- 1958年	螢光―理論・測定・応用
- 1976年	蛍光測定の生化学研究への応用 化学の領域増刊 114号
- 1981年	過酸化脂質と疾患
- 1989年	栄養治療学